# МАЗ-6502
МАЗ-6502 — семейство белорусских крупнотоннажных грузовых автомобилей, выпускающихся на Минском автомобильном заводе с 2015 года.

## Описание
Полная масса МАЗ-6502Н9 составляет 35 тонн, снаряжённая — 14.900 / 14.500 кг в зависимости от исполнения. Грузоподъёмность 21 тонна. Объём самосвала составляет 12 м 3. Кузов может быть прямоугольного или U-образного типа с задним бортом. Автомобиль комплектуется двигателем ЯМЗ-652 (Евро-4) мощностью 412 л. с. и крутящим моментом 1870 Н*м. Трансмиссии — 9-ступенчатые ЯМЗ-239 и 12-ступенчатые Fast Gear 12JS200TA или 16-ступенчатая ZF 16S2525TO. Так же у автомобиля новый передний управляемый ведущий мост с цельной балкой унифицированный с задними мостами. Кабина взята у МАЗ-6418. Максимальная скорость составляет 85 км/ч. МАЗ-6502Н9 является первой моделью семейства полноприводных грузовиков, в которое входят МАЗ-6502Н9, МАЗ-6432Н9 и МАЗ-6318H9.